# Singly na prvním místě v roce 2006 (USA)
Jedničky hitparády Hot 100 za rok 2006 podle časopisu Billboard.
| Datum vydáni | Píseň                   | Umělec                              |
| 7. leden     | "Don't Forget About Us" | Mariah Carey                        |
| 14. leden    | "Laffy Taffy"           | D4L                                 |
| 21. leden    | "Grillz"                | Nelly feat, Paul Wall, Ali a Gipp   |
| 28. leden    | "Grillz"                | Nelly feat. Paul Wall, Ali and Gipp |
| 4. únor      | "Check on It"           | Beyoncé feat. Slim Thug             |
| 11. únor     | "Check on It"           | Beyoncé feat. Slim Thug             |
| 18. únor     | "Check on It"           | Beyoncé feat. Slim Thug             |
| 25. únor     | "Check on It"           | Beyoncé feat. Slim Thug             |
| 4. březen    | "Check on It"           | Beyoncé feat. Slim Thug             |
| 11. březen   | "You're Beautiful"      | James Blunt                         |
| 18. březen   | "So Sick"               | Ne-Yo                               |
| 25. březen   | "So Sick"               | Ne-Yo                               |
| 1. duben     | "Temperature"           | Sean Paul                           |
| 8. duben     | "Bad Day"               | Daniel Powter                       |
| 15. duben    | "Bad Day"               | Daniel Powter                       |
| 22. duben    | "Bad Day"               | Daniel Powter                       |
| 29. duben    | "Bad Day"               | Daniel Powter                       |
| 6. květen    | "Bad Day"               | Daniel Powter                       |
| 13. květen   | "SOS"                   | Rihanna                             |
| 20. květen   | "SOS"                   | Rihanna                             |
| 27. květen   | "SOS"                   | Rihanna                             |
| 3. červen    | "Ridin'"                | Chamillionaire feat. Krayzie Bone   |
| 10. červen   | "Ridin'"                | Chamillionaire feat. Krayzie Bone   |
| 17. červen   | "Hips Don't Lie"        | Shakira feat. Wyclef Jean           |
| 24. červen   | "Hips Don't Lie"        | Shakira feat. Wyclef Jean           |
| 1. červenec  | "Do I Make You Proud"   | Taylor Hicks                        |
| 8. červenec  | "Promiscuous"           | Nelly Furtado feat. Timbaland       |
| 15. červenec | "Promiscuous"           | Nelly Furtado feat. Timbaland       |
| 22. červenec | "Promiscuous"           | Nelly Furtado feat. Timbaland       |
| 29. červenec | "Promiscuous"           | Nelly Furtado feat. Timbaland       |
| 5. srpen     | "Promiscuous"           | Nelly Furtado feat. Timbaland       |
| 12. srpen    | "Promiscuous"           | Nelly Furtado feat. Timbaland       |
| 19. srpen    | "London Bridge"         | Fergie                              |
| 26. srpen    | "London Bridge"         | Fergie                              |
| 2. září      | "London Bridge"         | Fergie                              |
| 9. září      | "SexyBack"              | Justin Timberlake                   |
| 16. září     | "SexyBack"              | Justin Timberlake                   |
| 23. září     | "SexyBack"              | Justin Timberlake                   |
| 30. září     | "SexyBack               | Justin Timberlake                   |
| 7. říjen     | "SexyBack"              | Justin Timberlake                   |
| 14. říjen    | "SexyBack"              | Justin Timberlake                   |
| 21. říjen    | "SexyBack"              | Justin Timberlake                   |
| 28. říjen    | "Money Maker"           | Ludacris feat. Pharrell             |
| 4. listopad  | "Money Maker"           | Ludacris feat. Pharrell             |
| 11. listopad | "My Love"               | Justin Timberlake feat. T.I.        |
| 18. listopad | "My Love"               | Justin Timberlake feat. T.I.        |
| 25. listopad | "My Love"               | Justin Timberlake feat. T.I.        |
| 2. prosinec  | "I Wanna Love You"      | Akon feat. Snoop Dogg               |
| 9. prosinec  | "I Wanna Love You"      | Akon feat. Snoop Dogg               |
| 16. prosinec | "Irreplaceable"         | Beyoncé                             |
| 23. prosinec | "Irreplaceable"         | Beyoncé                             |
| 30. prosinec | "Irreplaceable"         | Beyoncé                             |